# 1679
1679 (MDCLXXIX) fue un año común comenzado en domingo, según el calendario gregoriano.

## Acontecimientos
- Los rusos descubren la península de Kamchatka.
- Paz de Nimega, Carlos II de España cede el Franco Condado a Francia.
- El emperador mogol Aurangzeb conquista Jodhpur.
- 4 de junio: Un terremoto de 6.4 deja alrededor de 7,600 fallecidos y numerosos edificios destruidos en Ereván (Armenia).
- 2 de septiembre: Un terremoto de 8,0 sacude la provincia china de Hebei dejando un saldo de 45.500 fallecidos.

## Fallecimientos
- 10 de febrero: Carlo Ceresa, pintor italiano (n. 1609).
- 29 de abril: Marc de Beauvau, príncipe de Craon, noble francés, virrey de Toscana (n. 1679).
- 9 de mayo: Miguel Mañara Vicentelo de Leca, aristócrata filántropo sevillano (n. 1627).
- 15 de junio: Guillaume Courtois, pintor francés (n. 1628).
- 26 de junio: Pablo Bruna, compositor y organista español (n. 1611).
- 17 de septiembre: Juan José de Austria, político y militar español (n. 1629).
- 4 de diciembre: Thomas Hobbes, filósofo inglés (n. 1588).
- 26 de diciembre: Thomas Blount, lexicógrafo y anticuario inglés (n. 1618).

## Canonizaciones y beatificaciones
- Inocencio XI beatifica a Santo Toribio de Mogrovejo